# Обина Мету
Обина Мету (Joseph Obinna Metu , Ogidi, 12. јул 1988) је нигеријски атлетичар, чија су специјалност спринтерске трке на 100. Лични рекорд на 100 м 10,11 постигао је 2012.
Завршио је као осми на Светском јуниорском првенству 2006. Следеће године на Афричким играма у Алжиру освојио је бронзану медаљу на 200 метара и златну медаљу са штафетом 4 х 100 метара.
Први пут је учествовао на Олимпијским играма у Пекингу и такмичио се у три дисциплине. На 100 метарау такмичио на 100 метара где је у четвртфиналу у својој групи био шести са 10,27 и није успео да се пласира у полуфинале. У другој дисциплини на 200 метара поново испада у четвртфиналу са 20,65. Заједно са Onyeabor Ngwogu, Chinedu Oriala, Учена Емедолу такмичио се у штафети 4 х 100 метара. У својој квалификационој групи нису завршили трку због грешке у измени штафетне палица па су елиминисани
У августу 2009, на Светском првенству у Берлину 2009. и пласирао се у четвртфинале на 100 м. Поред њега у групи су били Тајсон Геј, Мајкл Фрејтер и Џејсума Саиди Ндуре и поред њих са 10,36 није успео проћи у полуфинале.
Године 2011. на Афричким играма у Мапуту освојио је бронзану медаљу на 100 метара.
На Олимпијским играма у Лондону није успео у трци на 100 метара, али је исте 2012. године на Афричком првенству у Порто Нову са штафетом био други.

## Лични рекорди
| Дисциплина | Резултат (с) | Место   | Датум           |
| ---------- | ------------ | ------- | --------------- |
| 100 м      | 10,11        | Калабар | 20 czerwca 2012 |
| 200 м      | 20,54        | Абуџа   | 21. јун 2012    |